# Gdy spadają anioły
Gdy spadają anioły (em português:  "Quando os Anjos Caem") é um curta-metragem de 1959, escrito e dirigido pelo cineasta Roman Polanski. O curta foi o primeiro trabalho de Polanski a ser filmado em cores.

## Sinopse
A ideia para o filme foi tirada de um conto do escritor Leszek Szymański chamado "Klozet Babcia" (algo como "Toilet Granny"). O conto foi publicado no semanal "Kierunki", em Varsóvia, na Polônia.
O filme, quase todo filmado em flashback, retrata a história de uma "Toilet Granny". Enquanto ela trabalha em seu atual emprego, considerado monótono, relembra dos incríveis fatos que aconteceram em seu passado.
"Toilet Granny" era o nome dado a uma mulher que trabalhava em banheiros públicos nos países do leste da Europa durante a Cortina de Ferro exercendo a função de uma "administradora" ou "operadora". A principal razão desse trabalho era evitar que as pessoas roubassem papel higiênico, que era uma escassa comodidade durante o período comunista nesses países.